# Ahmad Agung
Ahmad Agung Setia Budi (sinh ngày 9 tháng 3 năm 1996) là một cầu thủ bóng đá người Indonesia hiện tại thi đấu ở vị trí tiền vệ cho câu lạc bộ tại Liga 1 Bali United.

## Sự nghiệp

### PSIS Semarang
Trước khi thi đấu cho PSIS Semarang, anh gia nhập Berlian Rajawali ở Liga Nusantara. Và anh cho thấy khả năng và luôn được tin tưởng đá chính khi thi đấu trước mùa giải với Persija Jakarta và Persis Solo.

### Bali United
Ngày 14 tháng 12 năm 2017, anh ký hợp đồng 1 năm với Bali United.